# Антолін (Лодзинське воєводство)
Антолін (пол. Antolin) — село в Польщі, у гміні Будзішевиці Томашовського повіту Лодзинського воєводства.
У 1975-1998 роках село належало до Пйотрковського воєводства.